# Petrochelidon perdita
La golondrina del mar Rojo (Petrochelidon perdita) es una especie de ave paseriforme de la familia Hirundinidae endémica del este de Sudán.

## Distribución y hábitat
Es endémica del este de Sudán. Se conoce la especie a través de un único espécimen, hallado en mayo de 1984 en Sanganeb, al noreste de dicho país. Esta golondrina enigmática puede seguir existiendo todavía, aunque es desconcerante la falta de registros actuales sobre ella. Se han observado golondrinas sin identificar en el Lago Langano (cerca de 20) y en el Awash National Park (de 3 a ocho aves) en Etiopía, y posiblemente correspondan a la especie. También se la ubica alternativamente dentro del género Hirundo.